# NGC 51
NGC 51 ist eine Linsenförmige Galaxie mit aktivem Galaxienkern vom Hubble-Typ S0 im Sternbild Andromeda am Nordsternhimmel. Sie ist schätzungsweise 248 Millionen Lichtjahre von der Milchstraße entfernt und hat einen Durchmesser von etwa 105.000 Lichtjahren. 
Die Typ-Ia-Supernova SN 2016gxp wurde hier beobachtet.
Im selben Himmelsareal befinden sich unter anderem die Galaxien NGC 48, NGC 49, IC 1536, PGC 212487.
Das Objekt wurde am 7. September 1885 von dem amerikanischen Astronomen Lewis A. Swift entdeckt.